# Ernest Bawarski
Ernest Bawarski (ur. 13 czerwca 1500 w Monachium, zm. 7 grudnia 1560 w Kłodzku) – biskup, trzeci syn księcia Albrechta IV Wittelsbacha (1447–1508) i Kunegundy Habsburżanki, córki cesarza Fryderyka III. Jego starszymi braćmi byli Wilhelm IV (1493–1550) i Ludwik X (1495–1545).

## Edukacja
Wychowawcą książąt był kronikarz dworu bawarskiego Johannes Aventinus, który w 1508 r. wraz z Ernestem, swoim najmłodszym uczniem, udał się w edukacyjną podróż do Italii. Przebywając w Pawii, Ernest słuchał wykładów prawnika Jasona. W podróży księcia do Paryża i podczas pobytu w Saksonii towarzyszył mu Johann von Malenteim, późniejszy biskup w Seckau. W 1515 Ernest został przyjęty w poczet studentów uniwersytetu w Ingolstadt, gdzie wkrótce został członkiem Sodalitas Ingolstatiensis – towarzystwa literackiego, założonego przez Aventinusa, wyznawcę i krzewiciela poglądów niemieckiego humanisty i poety Konrada Celtisa.

## Kariera
Jako najmłodszy potomek rodu Wittelsbachów, siedemnastoletni Ernest zgodnie z wolą ojca przeznaczony do kariery kościelnej, został proboszczem katedry Eichstätt, następnie, przez wiele lat pełni funkcję arcybiskupa pasawskiego. W 1540 został mianowany arcybiskupem metropolitą w Salzburgu.
Wyraźne korzyści przyniosła mu znajomość prawa, kiedy to, nie bacząc na wprowadzone przez Albrechta IV zasady dziedziczenia, za odsprzedanie roszczeń do tronu zainkasował od braci około pół miliona guldenów, które następnie umiejętnie pomnażał. Wkrótce stał się jednym z najbardziej znaczących „przedsiębiorców” niemieckich. Zajmował się, na dużą skalę, handlem bydłem i zbożem, ponadto wydobywaniem metali szlachetnych oraz handlem monetami. Wbrew zakazom kościelnym uprawiał lichwę, pożyczając potrzebującym gotówki dostojnikom sumy przekraczające nawet 100 000 guldenów.
Mimo obrania kariery kościelnej nigdy nie przyjął święceń kapłańskich, nie ulegając naciskom cesarza, książąt Rzeszy, a nawet samego papieża. Wiodąc życie bardziej sybaryty niż mnicha, pozostawił po sobie co najmniej sześcioro dzieci z nieprawego łoża. Pogłębiający się stopniowo rozdźwięk między karierą duchowną a życiem osobistym doprowadził do podjęcia przez Ernesta decyzji o rezygnacji ze stanowisk kościelnych i zakupie Hrabstwa Kłodzkiego.

## Pan zastawny Kłodzka

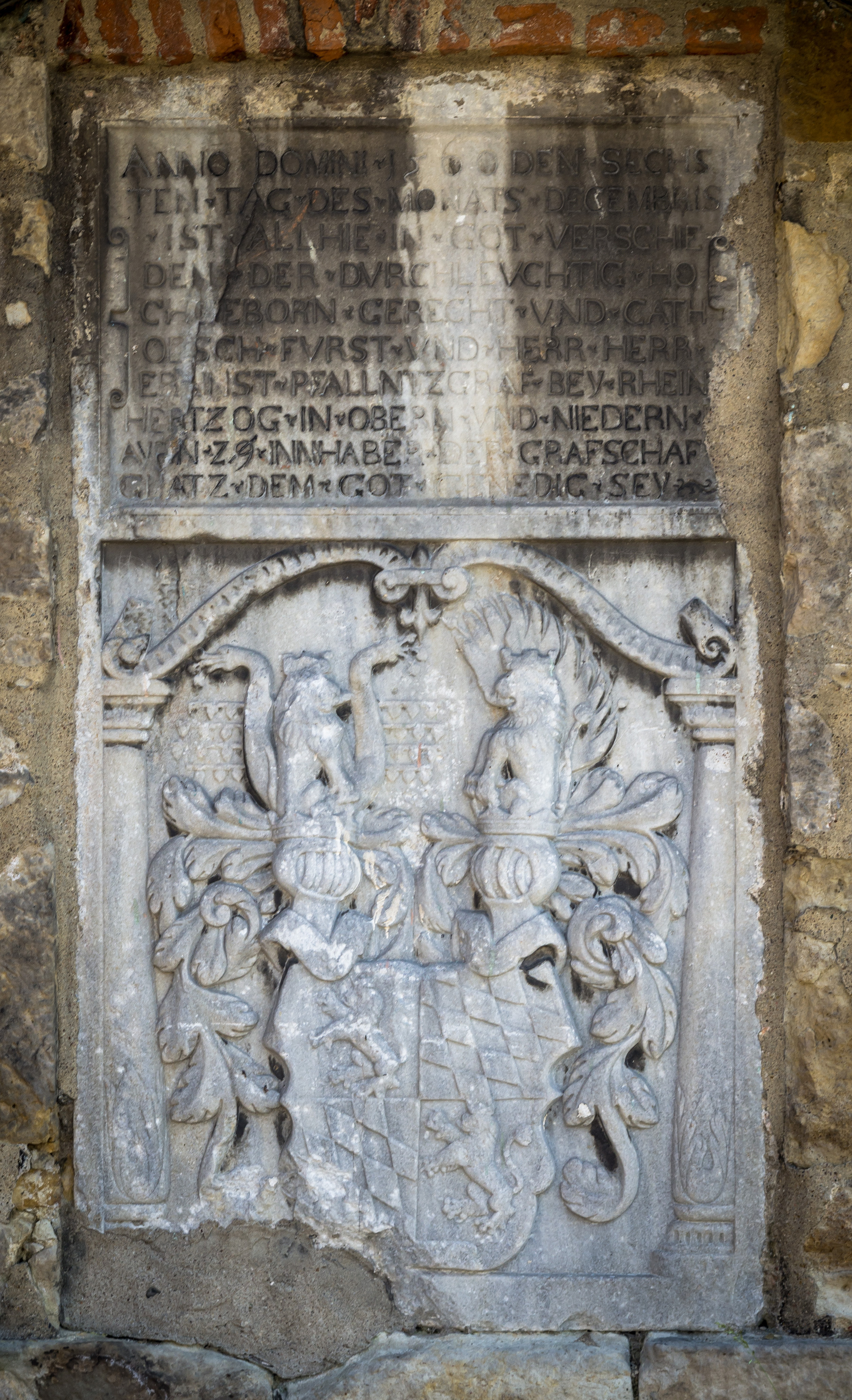
Plyta nagrobna Ernesta Bawarskiego w twierdzy kłodzkiej

Warunkiem przejęcia Ziemi Kłodzkiej przez cudzoziemca było uzyskanie inkolatu gwarantującego przywileje i obowiązki należne przedstawicielom rodowej szlachty czeskiej. 25 sierpnia 1547 sejm krajowy ulegając presji spadkobierców dotychczasowego dzierżawcy Kłodzka Jana z Pernštejna, jak i naciskom samego cesarza Ferdynanda I, uznał Ernesta Wittelsbacha panem czeskim, wyrażając tym samym zgodę na przekazanie kłodzkiego zastawu. Jednak do ostatecznego zakupu Ziemi Kłodzkiej (za sumę 140 000 guldenów) doszło dopiero w 1549, kiedy to pod groźbą zerwania transakcji Perštejnowie zrzekli się praw do zamku Homole i ziem do niego przynależnych (Lewin, Duszniki).
W tym samym roku Ernest przenosi się do Kłodzka, gdzie z powodu choroby tradycyjny hołd lenny stanów kłodzkich odebrał w jego imieniu 3 grudnia 1549 starosta Hans Prag von Wellniitz. W kilka dni później nowy pan Kłodzka władztwo nad zamkiem Homole przekazał swemu synowi, który w wyniku ojcowskich zabiegów, już jako Eustachy de Landfried zostaje nobilitowany przez cesarza Karola V, a przez papieża Juliusza III uznany za prawowitego potomka Wittelsbachów.
Ostatecznie jednak Ernest osiadł w Kłodzku dopiero w 1556 r., kończąc swą ożywioną działalność gospodarczą. Dla zjednania nowych poddanych zatwierdził wszystkie dotychczasowe przywileje miasta i hrabstwa. Dokonał reorganizacji administracji, którą oparł na wykwalifikowanych urzędnikach sprowadzonych z Salzburga i Bawarii, a warunkiem ich zatrudnienia była znajomość języka czeskiego, bowiem, wzorem poprzedników, wszelkie dokumenty spisywane były po czesku i po niemiecku. Pod kierunkiem Lorenza Krischkego dokonał przebudowy i rozbudowy zamku na wzgórzu fortecznym, którego część dolna przyjęła wygląd renesansowego pałacu. Korzystał też z prawa do bicia monet, emitując dwustronne srebrne talary i reprezentacyjne złote dukaty, które choć nosiły herb hrabstwa kłodzkiego oraz inskrypcję „comitatus glacensis”, były jednak wytwarzane w biskupiej mennicy w Salzburgu.
Mimo zrzeczenia się funkcji kościelnych poczuwał się do odpowiedzialności za sprawy wyznaniowe i zaczął stopniowo zwalczać ruchy reformacyjne, Za zgodą cesarza Ferdynanda I powołał specjalną komisję, której zadaniem była miarodajna ocena sytuacji religijnej w hrabstwie. Przygotowany przez Ernesta synod podjął decyzję o pozbawieniu urzędów niekatolickich proboszczów i wydaleniu ich z ziemi kłodzkiej. Nieoczekiwany zgon księcia, o którego przyczynach krążyło wiele plotek, wstrzymał realizację wszelkich kontrreformacyjnych działań.
Zmarłego pana ziemi kłodzkiej pochowano w kościele augustianów na zamku w Kłodzku, jednak niedługo później decyzją księcia bawarskiego Albrechta V, bratanka Ernesta, szczątki przeniesiono do rodzinnego grobowca Wittelsbachów w katedrze Frauenkirche w Monachium, a pierwotne miejsce pochówku przykryto heraldyczno-inskrypcyjną płytą z białego marmuru. Ten, jeden z najstarszych renesansowych pomników grobowych na ziemi kłodzkiej znajdował się najpierw w kolegiacie augustianów. W wyniku wojny trzydziestoletniej kolegiata została uszkodzona, a następnie rozebrana. Tablica nagrobna trafiła do kaplicy zamkowej. W końcu zamek uznany przez wojska pruskie za obiekt przestarzały rozebrano między 1770 a 1774. Tablica została wmurowana w ścianę donżonu twierdzy kłodzkiej, gdzie znajduje się do chwili obecnej.

## Przodkowie
|  |                                       |  |  |  |  |  |  |  |  |  |  |  |  |
|  | Ernest                                |  |  |  |  |  |  |  |  |  |  |  |  |
|  |                                       |  |  |  |  |  |  |  |  |  |  |  |  |
|  |                                       |  |  |  |  |  |  |  |  |  |  |  |  |
|  | Albrecht III                          |  |  |  |  |  |  |  |  |  |  |  |  |
|  |                                       |  |  |  |  |  |  |  |  |  |  |  |  |
|  |                                       |  |  |  |  |  |  |  |  |  |  |  |  |
|  | Elżbieta Visconti                     |  |  |  |  |  |  |  |  |  |  |  |  |
|  |                                       |  |  |  |  |  |  |  |  |  |  |  |  |
|  |                                       |  |  |  |  |  |  |  |  |  |  |  |  |
|  | Albrecht IV Mądry                     |  |  |  |  |  |  |  |  |  |  |  |  |
|  |                                       |  |  |  |  |  |  |  |  |  |  |  |  |
|  |                                       |  |  |  |  |  |  |  |  |  |  |  |  |
|  | Eryk I, książę Brunswick-Grubenhagen  |  |  |  |  |  |  |  |  |  |  |  |  |
|  |                                       |  |  |  |  |  |  |  |  |  |  |  |  |
|  |                                       |  |  |  |  |  |  |  |  |  |  |  |  |
|  | Anna z Brunszwiku-Grubenhagen-Einbeck |  |  |  |  |  |  |  |  |  |  |  |  |
|  |                                       |  |  |  |  |  |  |  |  |  |  |  |  |
|  |                                       |  |  |  |  |  |  |  |  |  |  |  |  |
|  | Elżbieta                              |  |  |  |  |  |  |  |  |  |  |  |  |
|  |                                       |  |  |  |  |  |  |  |  |  |  |  |  |
|  |                                       |  |  |  |  |  |  |  |  |  |  |  |  |
|  | Ernest Bawarski                       |  |  |  |  |  |  |  |  |  |  |  |  |
|  |                                       |  |  |  |  |  |  |  |  |  |  |  |  |
|  |                                       |  |  |  |  |  |  |  |  |  |  |  |  |
|  | Ernest Żelazny                        |  |  |  |  |  |  |  |  |  |  |  |  |
|  |                                       |  |  |  |  |  |  |  |  |  |  |  |  |
|  |                                       |  |  |  |  |  |  |  |  |  |  |  |  |
|  | Fryderyk III Habsburg                 |  |  |  |  |  |  |  |  |  |  |  |  |
|  |                                       |  |  |  |  |  |  |  |  |  |  |  |  |
|  |                                       |  |  |  |  |  |  |  |  |  |  |  |  |
|  | Cymbarka mazowiecka                   |  |  |  |  |  |  |  |  |  |  |  |  |
|  |                                       |  |  |  |  |  |  |  |  |  |  |  |  |
|  |                                       |  |  |  |  |  |  |  |  |  |  |  |  |
|  | Kunegunda Habsburżanka                |  |  |  |  |  |  |  |  |  |  |  |  |
|  |                                       |  |  |  |  |  |  |  |  |  |  |  |  |
|  |                                       |  |  |  |  |  |  |  |  |  |  |  |  |
|  | Edward I Aviz                         |  |  |  |  |  |  |  |  |  |  |  |  |
|  |                                       |  |  |  |  |  |  |  |  |  |  |  |  |
|  |                                       |  |  |  |  |  |  |  |  |  |  |  |  |
|  | Eleonora Aviz                         |  |  |  |  |  |  |  |  |  |  |  |  |
|  |                                       |  |  |  |  |  |  |  |  |  |  |  |  |
|  |                                       |  |  |  |  |  |  |  |  |  |  |  |  |
|  | Eleonora Aragońska                    |  |  |  |  |  |  |  |  |  |  |  |  |
|  |                                       |  |  |  |  |  |  |  |  |  |  |  |  |
|  |                                       |  |  |  |  |  |  |  |  |  |  |  |  |